# Caecilia thompsoni
Caecilia thompsoni és una espècie d'amfibi de la família Caeciliidae endèmica de Colòmbia. És l'espècie més gran de Caecilia i pot assolir una longitud d'1,5 metres i pesar prop d'un quilogram.Els seus hàbitats naturals inclouen boscos tropicals o subtropicals humits i a baixa altitud, montans humits tropicals o subtropicals, plantacions, jardins rurals i zones prèviament boscoses ara molt degradades.